# How Baxter Butted In
De verloren film How Baxter Butted In is een stomme film uit 1925 met Dorothy Devore in de hoofdrol. 

## Rolverdeling
| Acteur            | Personage      |
| ----------------- | -------------- |
| Dorothy Devore    | Beulah Dyer    |
| Matt Moore        | Henry Baxter   |
| Ward Crane        | Walter Higgins |
| Wilfred Lucas     | R.S. Falk      |
| Adda Gleason      | Emmy Baxter    |
| Turner Savage     | Jimmy Baxter   |
| Virginia Marshall | Mary Baxter    |
| Otis Harlan       | Amos Nichols   |